# Edifici d'habitatges al carrer Caputxes, 3 (Barcelona)
L'Edifici d'habitatges al carrer Caputxes, 3 és una obra de Barcelona protegida com a Bé Cultural d'Interès Local.

## Descripció
L'edifici d'habitatges emplaçat al carrer Caputxes, 3 del districte de Ciutat Vella es localitza en una illa de cases de planta rectangular emmarcada pels carrers Abaixadors, Caputxes i la plaça de Santa Maria.
Es tracta d'un edifici entre mitgeres disposat en una petita parcel·la rectangular força regular. Disposa de tres façanes dissemblants. La façana amb l'accés a l'edifici s'ubica al carrer Caputxes, una façana secundària es troba encarada a la plaça de Sant Maria i una tercera façana és en realitat una antiga paret mitgera que actualment dona a un passatge que uneix els citats carrers, fruit de l'enderroc de l'edifici que ocupà aquest indret.
Volumètricament l'edifici està diferenciat en dues parts. El cos principal presenta planta baixa, cinc pisos i un àtic enretirat de la línia de façana. També té un cos avançat en voladís afrontat al carrer Caputxes, sense planta baixa i amb quatre plantes d'alçada que és l'element estructural més interessant de l'edifici. En aquesta façana el voladís de la primera planta està sostingut per tres columnes, dos grans a les cantonades i una més estreta al centre, que podrien ser obra de la darrera etapa del gòtic. A les columnes es recolza una gran jàssera de fusta que aguanta l'embigat. Damunt d'aquesta primera planta torna a formar-se un nou voladís que arriba fins al tercer pis, rematat per una cornisa motllurada. L'edificació es reformà a fons el segle xviii, moment en què caldria datar la majoria de les obertures actuals. Aquestes responen a un eix vertical on es troben els balcons, un per planta, d'alçades decreixents. El de la primera planta respon a la tipologia de balcó que es va estandarditzar al segle xviii, tot consistint en ancorar una estructura metàl·lica en voladís, on es disposa un paviment de rajoles i una barana de ferro que combina els barrots llisos amb d'altres helicoidals. El de la segona planta té un voladís molt petit, i els de les dues últimes plantes són merament balcons ampitats. La resta d'obertures són finestres rectangulars emmarcades en fusta.
A la façana que dona a la plaça de Santa Maria, plaça que va estar ocupada fins a inici del segle xix per un dels dos fossars que disposava la basílica de Santa Maria del Mar, es pot observar tota l'alçada de l'edifici, amb planta baixa i cinc plantes. Es caracteritza per estar recobert per morter i ornat per un esgrafiat de tipus geomètric, amb cassetons que emmarquen rombes. Les obertures d'aquesta façana també responen a la reforma del segle xviii, amb un eix vertical on a la primera planta hi ha un balcó ampitat i a la resta finestres rectangulars, totes elles emmarcades per carreus de pedra.